# Nicklheim
Nicklheim ist ein Gemeindeteil der Gemeinde Raubling im Landkreis Rosenheim.

## Kirche

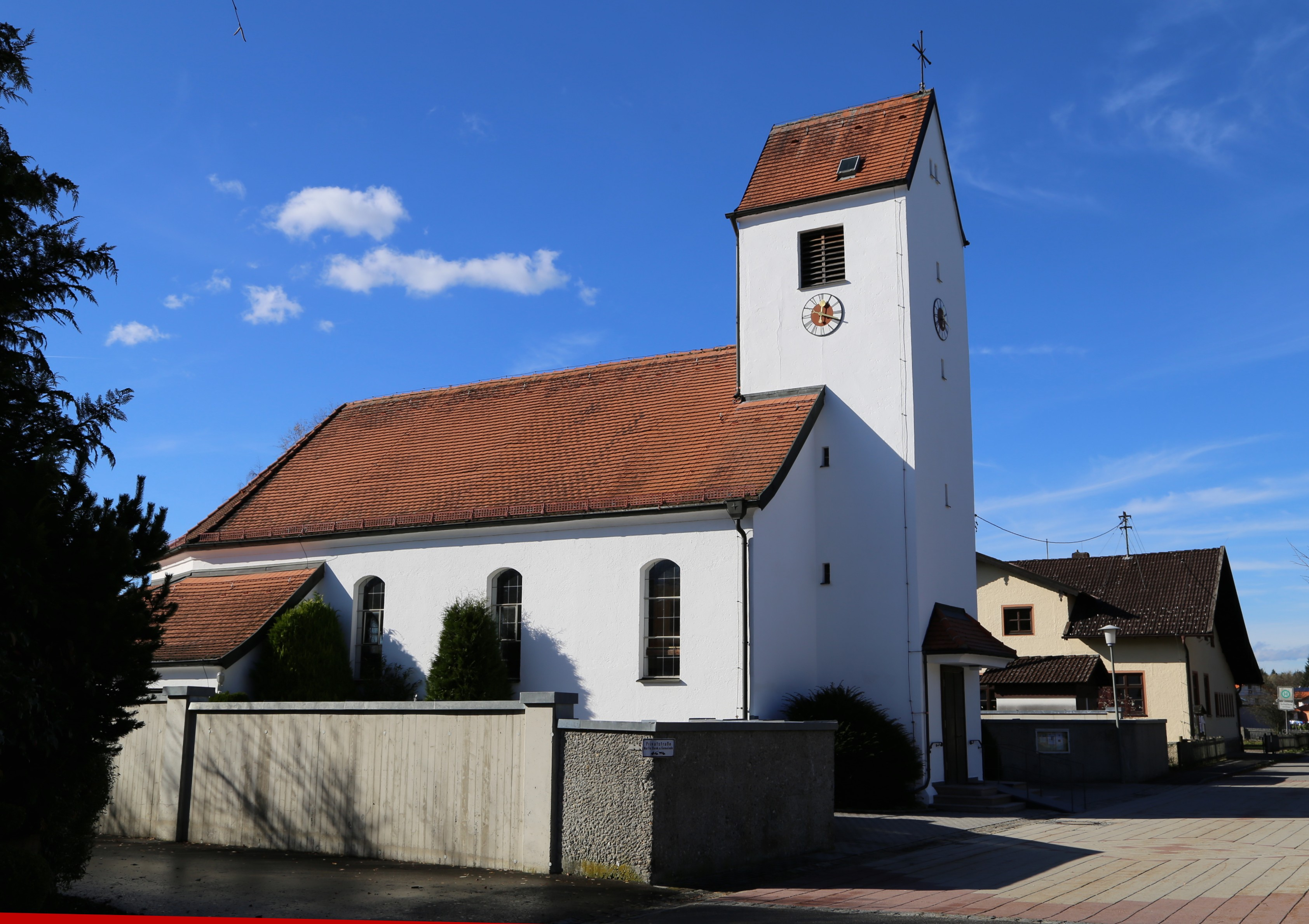
Kuratiekirche St. Theresia von Lisieux

Die katholische Kuratiekirche St. Theresia von Lisieux ist das einzige Baudenkmal des Ortes. Der Saalbau mit westlichem Sattelturm von Stadler und Peng aus dem Jahr 1928 steht mit Ausstattung unter Schutz.

## Geschichte
Es ist bekannt für das Nicklheimer Moor. Im 19. Jahrhundert wurde das Dorf hauptsächlich von den Torfarbeitern besiedelt. Der Ort entstand auf abgetorften Flächen. Die Barackensiedlung der Torfarbeiter wurde 1907 der Gemeinde Großholzhausen zugeordnet., Nicklheim wurde als Teil von Großholzhausen am 1. Mai 1978 nach Raubling eingemeindet.

## Einwohnerzahlen
- 2017: 977
- 2018: 979
- 2019: 965[1]